# Syrrhopeus sumatrensis
Syrrhopeus sumatrensis là một loài bọ cánh cứng trong họ Cerambycidae.